# シャリシュ

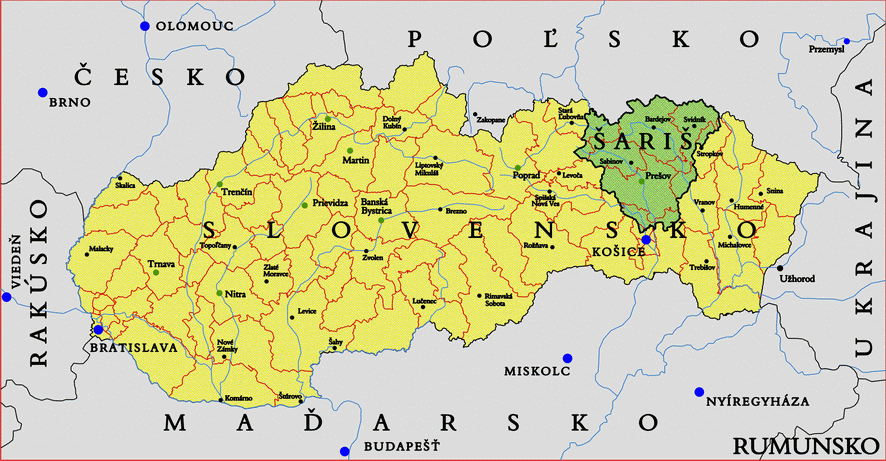
シャリシュ地方

シャリシュ（スロバキア語: Šariš、ハンガリー語: Sáros、ドイツ語: Scharosch、ウクライナ語: Шариш、ラテン語: comitatus Sarossiensis）は、スロバキアの地方で、観光地域（正式名称はシャリシュ観光地域）である。この地域は、バルデヨフを中心とする上部シャリシュと、プレショフを中心とする下部シャリシュに分かれている。
地域内にはいくつかの地区がある。現在の人口は約388,000人。